# 玉田镇 (福州市)
玉田镇是中国福建省福州市长乐区下辖的一个镇。

## 行政区划
玉田镇共辖11个村委会，分别是：
玉田村、桃源村、西埔村、西社村、长青村、大溪村、阡中村、琅岐村、琅峰村、坑田村、东渡村。